# Otwarta nauka

Wersja logotypu otwartej nauki

Otwarta nauka – dowolne pobieranie, przetwarzanie i kolportaż treści naukowych dla możliwie jak największej liczby odbiorców przy wykorzystaniu wszystkich możliwych środków przekazu. Michael Nielsen opisał otwartą naukę jako „ideę, która zakłada, że wszelkiego rodzaju wiedza naukowa powinna być otwarcie rozpowszechniana tak wcześnie, jak jest to praktyczne w procesie odkrywania”.
Początki otwartej nauki w historii otwiera pojawienie się drukowanych czasopism naukowych w XVII wieku. Postęp techniczny, powstanie internetu i wspieranie przez organizacje międzynarodowe takie jak Europejska Rada ds. Badań Naukowych upowszechniają otwartą naukę we współczesnym świecie. Jest inicjatywą wpisująca się w nurt otwartości treści, możliwości wymiany poglądów i informacji oraz swobodnego rozwoju dla wszystkich zainteresowanych, przez co jest ona coraz bardziej popularna we współczesnej dobie globalizacji, demokratyzacji i pluralizmu.
Otwarta nauka opiera się na 6 zasadach. Są to:
- Otwarta metodologia: dokumentowanie stosowania metod oraz całego procesu, o ile jest to wykonalne;
- Open Source: używanie technologii otwartego oprogramowania i sprzętu;
- Otwarte dane: udostępnianie dostępnych danych bezpłatnie;
- Otwarty dostęp: publikacja w sposób otwarty i udostępnianie wszystkim zapisanych danych;
- Open Peer Review: przejrzyste i możliwe do prześledzenia zapewnianie jakości i wiarygodności poprzez otwartą recenzję wzajemną;
- Otwarte zasoby edukacyjne: używanie bezpłatnych i otwartych materiałów dla edukacji i nauczania uniwersyteckiego.

W Polsce w 2019 trwały prace nad przepisami, według których projekty oraz naukowcy opłacani z państwowych pieniędzy mieliby obowiązek publikacji w otwartym dostępie. Na dostęp do zamkniętych publikacji, dla instytucji naukowych i uczonych państwo wydawało w tym czasie ok. 250 mln zł.